# Serafim Cojocari
Serafim Cojocari (Rezina, 7 de enero de 2001) es un futbolista moldavo que juega en la demarcación de centrocampista para el FC Zimbru Chișinău de la Superliga de Moldavia.

## Selección nacional
Tras jugar en las categorías inferiores de la selección, finalmente hizo su debut con la selección de fútbol de Moldavia en un partido de clasificación para la Eurocopa 2024 contra Islas Feroe que finalizó con un resultado de empate a uno tras el gol de Mads Boe Mikkelsen para el combinado feroés, y de Ion Nicolăescu para Moldavia.

## Clubes
| Club                     | País     | Año       | Partidos | Goles |
| ------------------------ | -------- | --------- | -------- | ----- |
| FC Zimbru Chișinău       | Moldavia | 2019-2020 | 9        | 0     |
| FC Sheriff-2 Tiraspol    | Moldavia | 2020-2021 |          |       |
| FC Sheriff Tiraspol      | Moldavia | 2021-2022 | 6        | 0     |
| CSF Bălți (cedido)       | Moldavia | 2022-2023 | 21       | 4     |
| A. F. C. Unirea Slobozia | Rumania  | 2023-2024 | 28       | 1     |
| FC Zimbru Chișinău       | Moldavia | 2024-     |          |       |